# Mesquita de Bodrum

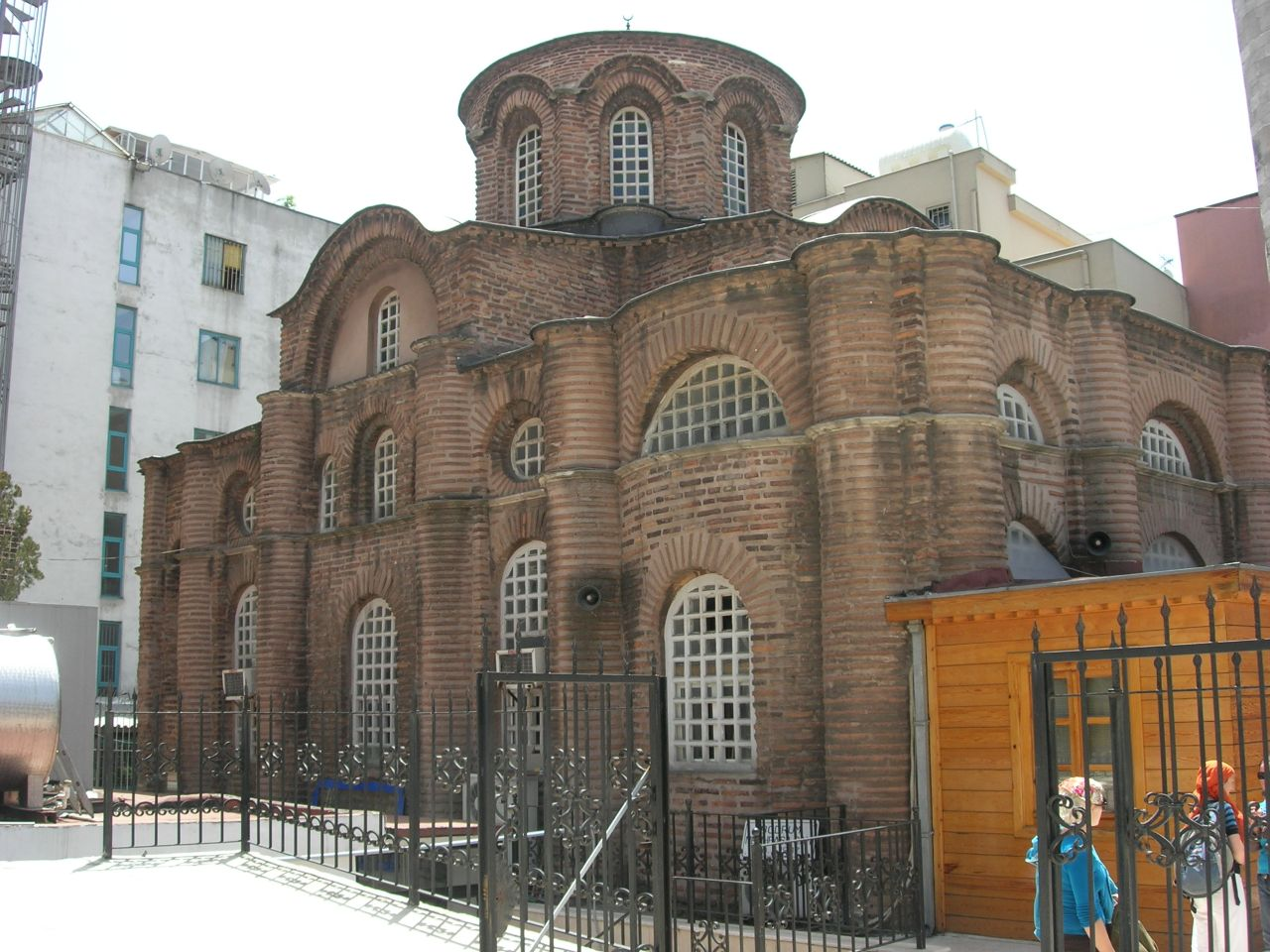
La mesquita vista des del nord-oest al 2007

La mesquita de Bodrum (en turc: Bodrum Camii o Mesih Paşa Camii) és una església ortodoxa transformada en mesquita pels otomans. L'església ortodoxa tenia el nom grec de Mireléon (Iκκλησία του Μυρελαίου).

## Ubicació
El temple medieval es troba encaixonat en tres costats per edificis moderns; és al districte d'Eminönü, a la barriada d'Aksaray, 1 km a l'oest de les ruïnes del Gran Palau de Constantinoble.

## Història
L'any 922, possiblement durant la guerra contra Simeó I el Gran de Bulgària, el drungarius (almirall) Romà I Lecapé comprà una casa a Constantinoble, a prop de la mar de Màrmara, a l'indret denominat Myrelaion ('el lloc de la mirra' en grec). Després de pujar al tron, l'edifici esdevingué el nucli del nou palau imperial, en un repte al Gran Palau de Constantinoble i la capella de la família Lecapé.
El palau de Myrelaion es va construir al cim d'una gran rotonda del segle V que tenia un diàmetre extern de 41,8 m, i és la segona més gran del món antic després del Panteó de Roma. Al segle x la rotonda no es va tornar a usar i es reconvertí, possiblement pels mateixos romans, en una cisterna amb una volta interior i 70 columnes. Prop del palau, l'emperador romà d'Orient construí una església ideada per acollir el mausoleu de la seua família. La primera a ser-hi enterrada fou la seva dona Teodora al desembre del 922, seguida pel seu fill major i coemperador Christophoros, el qual va morir al 931. S'interrompé així la tradició de sis segles per la qual tots els emperadors des de Constantí I el Gran s'enterraven a l'església dels Sants Apòstols.
Més tard l'emperador convertí el palau en un convent i després de la seua mort en l'exili com a monjo a l'illa de Kinaliada al juny del 948, fou enterrat a l'església.
La capella fou devastada pel foc al 1203 durant la Quarta Croada. Abandonat durant l'ocupació llatina de Constantinoble (1204-1261), l'edifici fou reparat a la fi del segle xiii, durant el període de la dinastia dels Paleòlegs.
Després de la conquesta de Constantinoble pels otomans al 1453 el Myrelaion fou convertit en mesquita pel Gran visir Mesih Pasa sobre l'any 1500, durant el regnat de Baiazet II. Després de construir-ne la subestructura el temple fou batejat com Bodrum (en turc bodrum significa 'cambra cuirassada subterrània, soterrani') i coexisteix aquest nom amb el del seu fundador (mesquita de Mesih Paşa). L'edifici es danyà en dos incendis, al 1784 i 1911. Després del darrer incendi, el temple quedà abandonat.
L'excavació dirigida per David Talbot Rice del 1930 va descobrir-ne la cisterna. Al 1964-1965 la profunda restauració encapçalada pel Museu Arqueològic d'Istanbul reemplaçà molta maçoneria externa de l'edifici.

## Arquitectura

### Edifici
L'església del Myrelaion forma part de la mitja dotzena d'esglésies de Constantinoble que semblen basar-se en la desapareguda Església Nova (Nea Ecclesia), conclosa al 880. Una altra església amb què el Myrelaion guarda fortes analogies és l'església nord del conjunt del monestir de Constantí Lips (mesquita de Fenari Isa), datada del ca. 908.
L'edifici conté una planta de creu inscrita amb costats d'uns 9,0 m de llarg, i la maçoneria consta de rajoles.
La nau central (naos) està coronada per una volta, amb un tambor interromput per les finestres arquejades, que dona a l'edifici un aspecte ondulat. Les quatre naus laterals estan cobertes per voltes de creueria. Té un nàrtex a l'oest i un santuari a l'est. La part central del nàrtex està coberta per una volta, i les bilaterals per voltes de creueria. La nau es divideix per quatre pilars, que substituïren en el període otomà les columnes originàries. Moltes obertures —finestres, ulls de bou i arcs— donen llum al temple.
L'exterior es caracteritza pels contraforts cilíndrics que articulen les façanes. En el període otomà se substituí per un pòrtic de fusta. L'edifici té tres absis poligonals. El central pertany al santuari (bema), i el lateral n''és part de dues capelles laterals en forma de trèvol (pastofòries) que constituïen les pròtesis i el diacònic.
Els otomans construïren un minaret de pedra prop del nàrtex. L'interior en fou adornat originàriament amb un revestiment de marbre a les parets i mosaics a les voltes: hui només se'n conserven alguns vestigis.

### Subestructura
La subestructura també conté planta de creu inscrita, però es construí alternant faixes de quatre filades de rajola amb altres de cinc filades de pedra toscament tallada. Al contrari que l'edifici, té un aspecte auster i sever. El seu primer propòsit era situar l'església al mateix nivell del palau de Lecapé. Després de la restauració efectuada durant la dinastia dels Paleòlegs s'utilitzà com a capella d'enterraments.
L'edifici és el primer exemple de capella funerària privada d'un emperador romà d'Orient, i comença una tradició típica del darrer període de les dinasties Comné i Paleòleg. D'altra banda, l'edifici representa un bell exemple d'església de planta de creu en quadrat de l'arquitectura romana d'Orient mitjana.